# Abda de Hira
Abda de Hira (muerto en 680) fue un monje de la Iglesia de Oriente.
Nació en Al-Hirah, hijo de Hanif. Se convirtió en monje bajo Mar Abda de Gamre. Después de haber enseñado como discípulo a Mar Babai más tarde vivió en una cueva. Una de sus acciones milagrosas fue curar con aceite medicinal la herida de un cazador que había sido herido por un león. Predicó el cristianismo a los persas zoroástricos y se dice que hizo muchos milagros antes de morir en su cueva en 680.